# Eleocharis elegans
Eleocharis elegans là loài thực vật có hoa trong họ Cói. Loài này được (Kunth) Roem. & Schult. mô tả khoa học đầu tiên năm 1817.